# Asie du Nord
L'Asie du Nord, Asie septentrionale ou encore Russie asiatique, est une des sous-régions de l'Asie, comprenant la Sibérie et l’Extrême-Orient russe, et parfois aussi la Mongolie et la Mandchourie, rattachées généralement à l'Asie de l'Est ou du Nord-Est.
Elle est composée de trois districts fédéraux de Russie : l'Oural, la Sibérie, et l'Extrême-Orient. L'Asie du Nord est bordée au nord par l'océan Arctique, à l'ouest par l'Europe de l'Est, au sud par l'Asie centrale et l'Asie de l'Est, et à l'est par l'océan Pacifique. Elle couvre une superficie de 13 100 000 km2, soit 8,8% de la superficie totale de la Terre. C'est la plus grande sous-région d'Asie en termes de superficie (29,4% de la superficie de l'Asie), mais c'est aussi la moins peuplée, avec une population d'environ 37 millions d'habitants (0,74% de la population de l'Asie).

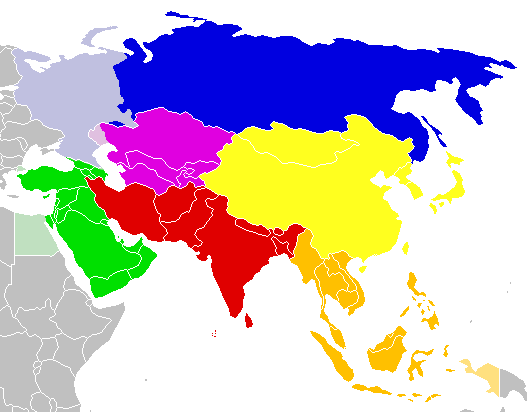
Sous-régions de l'ONU pour l'Asie :
Asie du Nord
Asie centrale
Asie de l'Ouest
Asie du Sud
Asie de l'Est
Asie du Sud-Est

Sur le plan topographique, la région est dominée par la plaque eurasienne, à l'exception de sa partie orientale, qui repose sur la plaque nord-américaine, la plaque de l'Amour et la plaque d'Okhotsk. Elle est divisée par trois grandes plaines : la plaine de Sibérie occidentale, le Plateau de Sibérie centrale et la zone de collision Verhoyansk-Chukotka. L'orogenèse ouralienne à l'ouest a donné naissance aux monts Oural, qui constituent la frontière informelle entre l'Asie et l'Europe. Les activités tectoniques et volcaniques sont fréquentes dans la partie orientale de la région.
Sur le plan historique, l'Asie du Nord a abrité divers groupes ethniques d'Asie de l'Est issus d'un large éventail de familles linguistiques, dont les langues aïnou, l'eskimo-aléoute, l'ienisseïen, le Mongole, l'ouralien, le Tchouktche-kamtchadale, le toungouse, ou le Youkaguir. Cependant, en raison de la conquête de la Sibérie, l'ensemble de l'Asie du Nord a été colonisé et incorporé à la Russie. Par conséquent, certaines organisations internationales classent l'Asie du Nord comme faisant partie de l'Europe de l'Est avec la Russie européenne. L'influence des cultures européenne et russe est prédominante dans toute la région.
Les peuples slaves et indo-européens constituent la grande majorité de la population d'Asie du Nord, et plus de 85% de la population de la région est d'origine européenne,. Les peuples autochtones ne représentent que 5% de la population nord-asiatique.

## Histoire
La région a été peuplée pour la première fois par des homininis au Pléistocène supérieur, il y a environ 100 000 ans, et l'arrivée des premiers humains d'origine européenne dans la région est confirmée il y a 45 000 ans,,. On trouve au Néolithique des techniques de production de pierre ainsi que de poterie d'origine est. L'Âge de Bronze débute au début du 3e millénaire avant J.-C., avec des influences culturelles indo-iraniennes comme en témoigne la culture d'Andronovo. Au cours du 1er millénaire avant notre ère, les peuples Scythes et Xiongnu apparaissent dans la région, et se heurtent à leurs voisins perses et chinois. Les Göktürks dominent le sud de la Sibérie au cours du premier millénaire de notre ère, tandis qu'au début du deuxième millénaire, l'Empire mongol et ses successeurs règnent sur la région. Le Khanat de Sibérie est l'un des derniers États indépendants Turcs en Asie du Nord avant sa conquête par le Tsarat de Russie au XVIe siècle. La Russie a ensuite progressivement annexé la région jusqu'à la signature de la Convention de Pékin en 1860. Après la Révolution d'octobre de 1917, la souveraineté de la région est contestée jusqu'à ce que l'Union soviétique en prenne le contrôle total en 1923. À la suite de l'effondrement de l'Union soviétique en 1991, la Russie administre la région.